# Liste des animaux du Paléozoïque
Cette liste répertorie les animaux préhistoriques du Paléozoïque par ordre alphabétique accompagné de leurs époques respectives d'apparition. Certaines espèces peuvent figurer deux fois : une fois sous leur nom binominal, et une fois sous leur nom vernaculaire. L’époque qui est écrite entre parenthèses est celle d'apparition de l'espèce.
- Haut – A
- B
- C
- D
- E
- F
- G
- H
- I
- J
- K
- L
- M
- N
- O
- P
- Q
- R
- S
- T
- U
- V
- W
- X
- Y
- Z

## A
- Acadagnostus (en) (Cambrien)
- Acanthodes (en) (Carbonifère)
- Acanthostega (Dévonien)
- Aceraspis (Dévonien)
- Acherontiscus (Carbonifère)
- Acleistorhinus (en) (Permien)
- Acrotomaspis (Dévonien)
- Akmonistion (Carbonifère)
- Althaspis (en) (Dévonien)
- Amiskwia (Cambrien)
- Anglaspis (Dévonien)
- Anomalocaris (Cambrien)
- Antquisagittaspis (Dévonien)
- Arandaspis (Ordovicien)
- Arthropleura (Carbonifère)
- Asiaspis (Dévonien)
- Ateleaspis (Dévonien)
- Auchenaspis (en) (Dévonien)
- Axinaspis (Dévonien)

## B
- Baldwinonus (en) (Permien)
- Balticaspis (Dévonien)
- Beneviaspis (Dévonien)
- Birkenia (en) (Silurien)
- Boreaspis (en) (Dévonien)
- Bothriolepis (Dévonien)

## C
- Cameroceras (Silurien)
- Canadaspis (Cambrien)
- Cardipeltis (en) (Dévonien)
- Cephalaspis (Dévonien)
- Cistecephalus (Permien)
- Cladoselache (Dévonien)
- Climatius (Silurien)
- Crassigyrinus (Carbonifère)
- Cyclodiscaspis (Dévonien)

## D
- Damaspis (Dévonien)
- Diandongaspis (Dévonien)
- Diictodon (Permien)
- Dimetrodon (Permien)
- Dinomischus (Cambrien)
- Diplocaulus (Permien)
- Dipterus (Dévonien)
- Dongfangaspis (Dévonien)
- Doryaspis (Dévonien)
- Drepanaspis (Dévonien)
- Dunkleosteus (Dévonien)
- Duyunolepis (Dévonien)

## E
- Edaphosaurus (Permien)
- Edestus (Carbonifère)
- Endeiolepis (Dévonien)
- Eogyrinus (Carbonifère)
- Eryops (Permien)
- Escuminaspis (Dévonien)
- Estemmenosuchus (Permien)
- Eugaleaspis (Dévonien)
- Euphanerops (Dévonien)
- Eusthenopteron (Dévonien)
- Europrotaspis (Dévonien)

## F
- Fadenia (en) (Carbonifère)
- Falcatus (Carbonifère)
- Fedexia (Carbonifère)

## G
- Galeaspis (en) (Dévonien)
- Gigantaspis (Dévonien)
- Gorgonops (Permien)
- Groenlandaspis (Dévonien)

## H
- Haikouichthys (Cambrien)
- Hallucigenia (Cambrien)
- Hemicyclaspis (en) (Dévonien)
- Hemiteleaspis (Dévonien)
- Hapilaspis (Dévonien)
- Haptodus (Carbonifère)
- Helicoprion (Permien)
- Hirella (Dévonien)
- Huananaspis (Dévonien)
- Hybodus (Permien)
- Hylonomus (Carbonifère)

## I
- Ichthyostega (Dévonien)
- Illemoraspis (Dévonien)

## J
- Jaekelopterus (Dévonien)
- Jamoytius (Silurien)

## K
- Kerygmachela (Cambrien)
- Kwanggnanaspis (Dévonien)

## L
- Lanarkia (Dévonien)
- Laxaspis (Dévonien)
- Leancholia (en) (Cambrien)
- Lungmenshanaspis (Dévonien)
- Levesquaspis (Dévonien)
- Lycaenops (Permien)
- Lystrosaurus (Permien)

## M
- Marella splendens (Cambrien)
- Megadictyon (Cambrien)
- Meganeura (Carbonifère)
- Metaxygnathus (Dévonien)
- Milleretta (Permien)
- Moschops (Permien)
- Myllokunmingia (Cambrien)

## N
- Nanpanaspis (Dévonien)
- Naraoia (Cambrien)
- Neoduyunaspis (Dévonien)
- Nesonektris (en) (Cambrien)
- Niaftasuchus (Permien)
- Norselaspis (Dévonien)

## O
- Obruchevichthys (Dévonien)
- Oedaleops (en) (Permien)
- Opabinia (Cambrien)
- Orthacanthus (Dévonien)
- Ossinodus (en)  (Carbonifère)
- Ottoia prolifica (Cambrien)

## P
- Paleothyris (Carbonifère)
- Paradoxides (Cambrien)
- Paraduyunaspis (Dévonien)
- Pareiasaurus (Permien)
- Petrolacosaurus (Carbonifère)
- Pikaia (Cambrien)
- Platyhystrix (Permien)
- Polybranchiaspis (Dévonien)
- Procynosuchus (Permien)
- Promissum (Ordovicien)
- Protaspis (en) (Dévonien)
- Protopteraspis (Dévonien)
- Pteraspis (Dévonien)
- Pterichthyodes (Dévonien)
- Pterygotus (Silurien)
- Pulmonoscorpius (Carbonifère)

## R
- Raranimus (Permien)
- Reginaselache (en) (Carbonifère)
- Robertia (Permien)
- Rolfosteus (en) (Dévonien)
- Rhinopteraspis (Dévonien)

## S
- Sacabambaspis (Ordovicien)
- Sanctacaris (Cambrien)
- Scutosaurus (Permien)
- Stethacanthus (Dévonien)
- Sarcoprion  (Permien)
- Seymouria (Permien)

## T
- Tambachia (en) (Permien)
- Tamisiocaris (en) (Cambrien)
- Tapinocephalus (Permien)
- Tiktaalik (Dévonien)
- Titanichthys (Dévonien)
- Titanosuchus (Permien)

## U
- Ulemica (en) (Permien)
- Ulemosaurus (Permien)

## V
- Varanodon (Permien)
- Varanops (Permien)

## W
- Westlothiana (Carbonifère)
- Wiwaxia (Cambrien)
- Wuttagoonaspis (en) (Dévonien)

## X
- Xenacanthus (Dévonien)

## Y
- Yawunik (en) (Cambrien)
- Ymeria (Dévonien)

## Z
- Zhongjianichthys (Cambrien)
- Zygosaurus (Permien)